# Гуго IX де Лузиньян
Гуго IX де Лузиньян (фр. Hugues IX de Lusignan, ум. 5 ноября 1219, Дамьетта), по прозвищу le Brun — сир де Лузиньян, граф де Ла Марш.

## Биография
Старший сын Гуго де Лузиньяна и Оренгарды N, внук Гуго VIII. Наследовал деду в 1173 году.
Продолжал борьбу, которую его семья уже более ста лет вела за обладание графством Ла Марш. В 1177 году бездетный граф де Ла Марш Адальберт V продал графство королю Генриху II Английскому и отправился в Святую Землю, где и погиб. Лузиньяны заявили протест против этой сделки, но короля это не остановило и он принял присягу у баронов и рыцарей графства. Однако, присоединить Ла Марш к королевскому домену Генриху не удалось. Поскольку Гуго IX был еще несовершеннолетним, Жоффруа де Лузиньян предъявил на графство свои права, захватил его и управлял Ла Маршем до своего отъезда в Святую Землю.
Гуго IX сопровождал Ричарда Львиное Сердце в Третьем крестовом походе, вернулся в Аквитанию в 1193 году, а в следующем году ездил с Алиенорой Аквитанской выкупать Ричарда из немецкого плена. Гуго надеялся, что Ричард вознаградит его за верность, передав ему Ла Марш, но король не хотел расставаться с этим владением. Смерть Ричарда развязала руки Лузиньяну: в 1199 году он захватил в плен королеву-мать Алиенору Аквитанскую и отпустил только после того, как она согласилась отдать ему Ла Марш. 28 января 1200 года Гуго IX принес в Кане присягу Иоанну Безземельному за это владение.
В том же году вспыхнул новый конфликт между королём и Лузиньянами. Наследник Гуго IX был помолвлен с Изабеллой Ангулемской, дочерью и наследницей графа Аймара Ангулемского. Юная невеста воспитывалась в замке Лузиньян. Гордый таким выгодным браком и стремившийся добавить церемонии больше пышности, Гуго пригласил на свадьбу своего сеньора, короля Англии. Иоанн в это время как раз развелся со своей женой, которая не смогла родить ему наследника, и подыскивал новую супругу. Старинные хроники сообщают, что король был сражен красотой юной графини, современные же исследователи полагают, что Иоанна скорее интересовал союз с могущественным Ангулемским домом. Кроме того, король не без оснований боялся чрезмерного усиления Лузиньянов, владения которых, в случае, если бы они добавили к ним Ангулем, вклинивались бы между двумя центрами английской власти в Аквитании: Пуатье и Бордо.
Иоанн, с согласия её отца, похитил Изабеллу из замка Лузиньян и 24 августа 1200 года обвенчался с ней в Ангулеме. Подобный поступок не представлял собой ничего странного, но по феодальным обычаям бывший жених Изабеллы мог рассчитывать на компенсацию. Иоанн этот обычай проигнорировал. Лузиньяны ждали до Пасхи 1201 года, а потом начали войну, да к тому же обратились с жалобой на действия своего сеньора к сюзерену — королю Франции. Иоанн ответил на это конфискацией их земельных владений.
Филипп II Август предложил Иоанну удовлетворить требования Лузиньянов, но тот, по своему обыкновению, уперся, не желая прислушиваться к разумным доводам и идти на какие-либо уступки. На требование явиться ко двору короля Франции он, разумеется, даже не ответил. Тогда Филипп объявил, что Иоанн, за нарушение феодального права лишается всех земель, которые он держал как вассал французской короны, после чего, заручившись союзом с племянником Иоанна герцогом Артуром Бретонским, объявил англичанину войну.
В начавшейся войне Гуго и его дядя Жоффруа сражались вместе с Артуром, но при осаде Мирбо в августе 1202 года попали в плен к Иоанну. Артура английский король убил в следующем году, а Лузиньянов отпустил, вероятно, рассчитывая с ними примириться. Однако, только в 1214 году семья Лузиньянов вновь перешла на сторону Иоанна, за что и поплатилась конфискацией владений, теперь уже в пользу Франции. После разгрома антифранцузской коалиции в том же году при Бувине и Ла-Рош-о-Муане, Гуго и Жоффруа пришлось просить прощения у Филиппа Августа и вновь принести ему оммаж.
В 1218 году Гуго IX с сыном отправились в Пятый крестовый поход, где Гуго и встретил смерть при взятии Дамьетты 5 ноября 1219 года.
Кроме политической деятельности Гуго также был трубадуром, но его песни не сохранились.

## Семья
Считается, что первой женой Гуго была Агата де Прейи, дочь Пьера II, сира де Прейи и Элеоноры де Молеон, однако, хотя этот брак и указан в генеалогиях, документального подтверждения ему найти не удалось.
Вторым браком (1200/1201) был женат на Матильде Ангулемской (ум. 1233), дочери графа Вульгрена III Ангулемского и Элизабеты д’Амбуаз.
Имел одного сына от первого брака: Гуго X де Лузиньяна.